# François Pitti-Ferrandi (1876-1955)
Pour les articles homonymes, voir François Pitti-Ferrandi.
François Pitti-Ferrandi est un homme politique français, né le 16 novembre 1876 à Bastia (Haute-Corse) et décédé le 29 avril 1955 à Bastia
Après une carrière d'inspecteur de l'hygiène, il se lance sur le tard en politique, en devenant conseiller d'arrondissement en 1937 et sénateur de la Corse de 1939 à 1940.

## Sources
- Jean Jolly (dir.), Dictionnaire des parlementaires français, Presses universitaires de France